# Катастрофа Ил-14 под Таласом
Катастрофа Ил-14 под Таласом — авиационная катастрофа, произошедшая субботним вечером 28 июня 1969 года в горах Киргизского хребта близ Таласа. Авиалайнер Ил-14Г Фрунзенского ОАО авиакомпании «Аэрофлот» выполнял плановый внутренний рейс Ж-28 по маршруту Талас — Бишкек, но при взлёте из Таласского аэропорта лайнер уклонился влево от маршрута. Вскоре, через 14 минут после взлёта из аэропорта лайнер врезался в горы Киргизского хребта и полностью разрушился. Погибли все 40 человек на борту — 35 пассажиров и 5 членов экипажа.
На момент событий это была крупнейшая авиационная катастрофа в Кыргызстане (на 2024 год — вторая, после катастрофы под Бишкеком).

## Самолёт
Ил-14Г с бортовым номером СССР-91495 (заводской 7343306, серийный — 33-06) был выпущен Ташкентским авиазаводом 10 октября 1957 год и изначально имел бортовой номер Л1476 (L1474, перерегистрирован в 1959 году). Самолёт был передан Главному управлению ГВФ, которое поначалу направило его 16 октября в Казахское управление ГВФ. В 1965 году борт 91495 кратковременно эксплуатировался в Ташкентском авиаотряде Узбекского управления ГВФ, а 31 октября того же года был переведён во Фрунзенский авиаотряд Киргизского управления ГВФ. Всего на момент катастрофы 12-летний авиалайнер имел 16 598 часов налёта и 14 162 посадки.

## Экипаж
Ил-14 пилотировал экипаж из 250-го лётного отряда, в состав которого входил:
Командир воздушного судна (КВС) — Андрей Иванович Фатеев
Второй пилот — Анатолий Степанович Шевченко
Штурман — Юрий Михайлович Курлаев
Бортмеханик — Григорий Тихонович Шалыгин
Бортрадист — Иван Иванович Плесканев

## Катастрофа
28 июня 1969 года в 19:36 по местного времени (16:36 МСК) рейс 28 вылетел из Таласского аэропорта по магнитному курсу 270°, рейс выполнял Ил-14Г борт СССР-91495, летящий из Таласа во Фрунзе. Всего на его борту находились 40 человек: 35 пассажиров (28 взрослых и 7 детей) и 5 членов экипажа.
После вылета из аэропорта самолёт, согласно установленной схеме выхода из воздушной зоны, должен был повернуть влево. Но экипаж нарушил правила и повернул вправо в сторону горного хребта и начал набор высоты, летя при этом по левому обрезу трассы. В 19:42 экипаж вёл радиообмен с диспетчером на вышке аэропорта Талас, и диспетчер, зная, что экипаж нарушает установленную схему полёта, не потребовал возвращения на линию пути. Между тем, авиалайнер продолжал уклоняться влево от трассы, при этом не набрав безопасную высоту.
В 19:50, спустя 14 минут после вылета, летящий в облаках на высоте 3150 метров (1884 метра над уровнем аэродрома) и уклонившийся влево от трассы на 8700 метров Ил-14 в 39 километрах северо-восточнее (азимут 70°) аэропорта Талас врезался в безлесый пологий (22°) склон горы. Самолёт пронёсся вверх по склону около 50 метров, полностью разрушился и частично сгорел. Все 40 человек на его борту (5 членов экипажа, 28 взрослых пассажиров и 7 детей) погибли.

## Причины
По заключению комиссии, расследующей происшествие, причиной катастрофы стало нарушение командиром экипажа правил визуальных полётов. Он отклонился от трассы, не выдерживал безопасную высоту и при всём при этом летел в облаках. В ходе расследования выяснилось, что во Фрунзенском авиаотряде экипажи регулярно нарушали правила полётов.